# Wine
Wine je program za operativni sistem Linuks pomoću kojeg se većina Microsoft Windowsovih aplikacija može pokretati i pod Linuksom. Sa Wineom je moguće instalirati neki Microsoft Windowsov program i poslije ga pokrenuti i s njim raditi bez ikakvih problema.
Pored toga sa Wineom se mogu pokretati neki od programa koji su već instalirani na Microsoft Windowsovom sistemu koji se nalazi na istom računaru, a to se radi komandom wine program.exe.